# Pacto do 25 de Maio

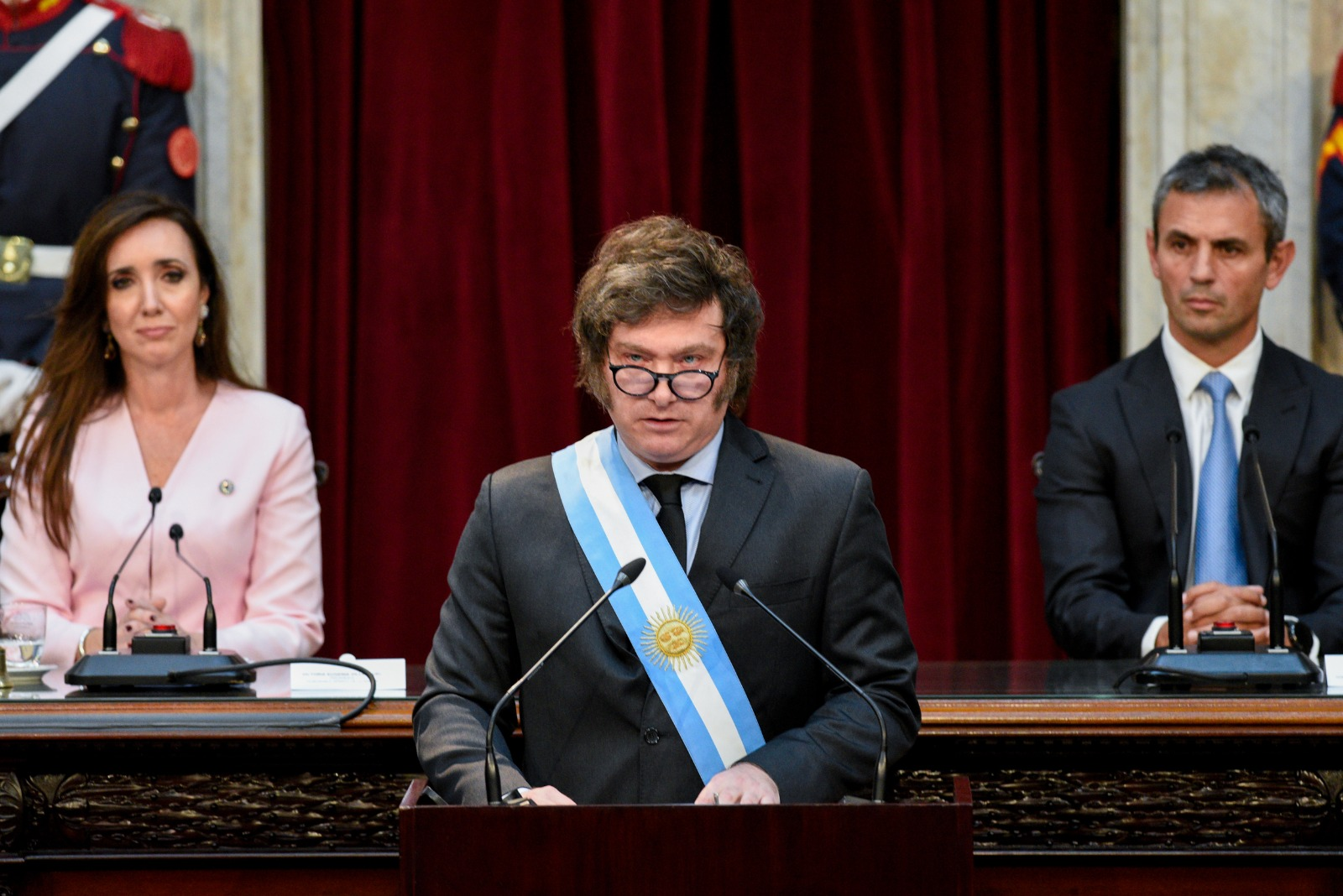
Javier Milei anuncia o Pacto de Maio na abertura de sessões ordinárias do Congresso Nacional em 2024.

O Pacto do 25 de Maio, comumente conhecido como Pacto de Maio, é um pacto proposto pelo Presidente da Argentina, Javier Milei, aos governadores das 23 províncias argentinas e ao Chefe de Governo da Cidade Autônoma de Buenos Aires, a fim de perpetuar um consenso que busca a liberdade econômica para os argentinos. Ela foi anunciada por Javier Milei em 1º de março de 2024, durante a abertura da 142ª sessão ordinária do Congresso da Nação Argentina.

## Texto do pacto
O texto introdutório do pacto emula uma versão do Preâmbulo da Constituição da Argentina, na qual elementos religiosos são incluídos como uma continuação do Artigo 2 da Constituição da Argentina e como um sinal da religiosidade do Presidente, bem como um certo fervor revolucionário contra o "status quo", razão pela qual essa data foi escolhida para sua assinatura, ecoando a Revolução de Maio. A assinatura do Presidente foi feita na mesma data da Revolução de Maio.
As diretrizes anexadas posteriormente constituem acordos de política de Estado em relação ao tratamento de determinadas questões econômicas voltadas para o futuro, incluindo acordos sobre reformas tributárias, equilíbrio fiscal e acordos sobre co-participação federal. Elas foram publicadas nas contas oficiais de mídia social X (antigo Twitter) e Instagram do Gabinete do Presidente da República Argentina, após serem lidas pelo próprio Presidente na sessão mencionada acima.

## Assinatura
A assinatura do pacto está sujeita à aprovação prévia dos respectivos representantes das províncias, conforme mencionado acima. Ela ocorrerá em 25 de maio de 2024 na província de Córdoba. Além disso, conforme estipulado no pacto, ele estará sujeito à aprovação da Lei de Bases e Pontos de Partida para a Liberdade dos Argentinos, após sua retirada devido à rejeição de vários artigos durante as sessões extraordinárias do Congresso realizadas no início de 2024.
Após o anúncio, o chefe de governo de Buenos Aires, Jorge Macri, e os governadores Rogelio Frigerio (Entre Ríos), Martín Llaryora (Córdova), Osvaldo Jaldo (Tucumán), Ignacio Torres (Chubut), Leandro Zdero (Chaco), e Maximiliano Pullaro (Santa Fé), aceitaram a proposta e demonstraram sua disposição de assinar o pacto.